# Srbsko cesarstvo
Srbsko cesarstvo (srbsko Српско царство/Srpsko carstvo) je bila srednjeveška srbska država, ki se je sredi 14. stoletja razvila iz srednjeveškega Srbskega kraljestva. Cesarstvo je leta 1346 ustanovil kralj Stefan Dušan, bolj znan kot Dušan Silni, ki je znatno razširil svojo državo. Med njegovim vladanjem je bila Srbija najmočnejša država na Balkanu in večjezično cesarstvo, ki se je raztezalo od Donave na severu do Korintskega zaliva na jugu. Prestolnica države je bilo Skopje. Stefan Dušan je Srbsko nadškofijo povišal v Srbski patriarhat. Njegov sin in naslednik Stefan Uroš V. Nemočni je izgubil večino ozemlja, ki ga je osvojil njegov oče, in dobil temu primeren vzdevek. Srbsko cesarstvo se je končalo z Uroševo smrtjo leta 1371 in razpadom srbske države. Nekateri Uroševi nasledniki so v delih Srbije uporabljali naslov cesar (car) do leta 1402, čeprav grškega ozemlja niso nikoli več osvojili.

## Zgodovina

### Ustanovitev
Stefan Dušan je bil sin srbskega kralja Stefana Uroša III. Dečanskega (Stefan Dečanski, vladal 1322–1331). Po očetovem prihodu na prestol je Stefan Dušan dobil naslov »mladi kralj«, ki je imel v srednjeveški Srbiji veliko moč, Stefan Dečanski pa je za svojega naslednika kljub temu izbral Dušanovega mlajšega brata Simeona Uroša. Dušan je imel podporo večine srbskega plemstva, vključno z nadškofom Danilom, in nekaj priljubljenih kraljevih generalov, vključno z Jovanom Oliverjem Grčinićem. Med kraljem in sinom so nastale napetosti, zlasti po bitki pri Velbuždu leta 1330, v kateri je Dušan pokazal svoje vojaške sposobnosti. Napetosti so dosegle vrh med Stefanovim pohodom v Zeto, srbsko provinco, v kateri je avtonomno vladal Dušan. Dušan se je po nasvetu plemstva odpravil na pohod na Nerodimlje, porazil vojsko svojega očeta in ga prisilil k odstopu. Očeta je nato zaprl v trdnjavo Zvečan, kjer je umrl.
Leta 1333 je Dušan napadel Bizantinsko cesarstvo, v katerem je takrat vladal Andronik III. Paleolog. S pomočjo prebeglega generala Sirgijana je hitro osvojil Ohrid, Prilep in Kastorijo in leta 1334 začel oblegati Solun. Osvojitev mesta je preprečil Sirgijanov umor, ki ga je zagrešil bizantinski vohun. Sirgijan je bil ključna osebnost v Dušanovo armadi. Užival je tudi velik sloves med grškim prebivalstvom in več grških mest prepričal, naj se vdajo in ne vojskujejo z Dušanovo vojsko. 
Leta 1345 je Dušanova država obsegala pol Balkana in bila večja od takratnega Bizantinskega cesarstva ali Drugega bolgarskega cesarstva. Dušan se je zato leta 1345 v Seru, Grčija, razglasil za carja (cesarja).  16. aprila 1346 so ga v Skopju kronali za »carja Srbov in Grkov«. Vladarski naslov je odražal njegovo željo postati naslednik bizantinskih cesarjev. Kronanje je opravil Joanikij II., ki je bil malo pred tem povišan v patriarha. Dušanov sin Uroš je bil istočasno kronan za »kralja Srbov in Grkov«, s čimer je formalno postal vladar Srbskih dežel, čeprav jim je de facto vladal Dušan.

### Vladanje Stefana Dušana
Car Dušan je podvojil velikost srbske države. Razširil jo je v vse smeri, predvsem proti jugu in jugovzhodu. Obsegala je večino sedanje Bosne in Hercegovine, Kosovo, Zeto, Severno Makedonijo, Albanijo in pol Grčije. Ozemlja ni osvajal v velikih bitkah, ampak z blokiranjem mest. Pohodi so bili usmerjeni predvsem proti Bizantinskemu cesarstvu, ki se je poskušalo pobrati po uničujoči četrti križarski vojni. Dušan je hitro osvojil Tesalijo, Albanijo, Epir in večino Makedonije.
Po obleganju Soluna leta 1340 je izsilil mirovni sporazum, ki je zagotovil Srbiji suverenost od Donave do Korintskega zaliva in od Jadranskega morja do Odrina. Bolgarija se po porazu v bitki s Srbi pri Velbaždu še ni opomogla. Bolgarski car in Dušanov svak  Ivan Aleksander je postal Dušanov vazal  (1331–1365), čeprav je bil z bolgarskega stališča samo njegov zaveznik. Dušan je dal zatočišče Ivanu VI. Kantakouzenu, nekdanjemu regentu Bizantinskega cesarstva, ki se je uprl svoji vladi in pristal na zavezništvo.
Leta 1349 in 1354 je uvedel niz zakonov, znanih kot Dušanov zakonik, ki je temeljil na rimsko-bizantinskem pravu in prvi srbski ustavi, Nomokanonu sv. Save (Zakonopravilo) iz leta 1219. Zakonik je vseboval civilno in kanonsko pravo, ki je temeljilo na ekumenskih koncilih, in je omogočal funkcioniranje države in Srbske pravoslavne cerkve.
Leta 1355 je zbral za tisti čas ogromno vojsko 80.000 mož in se odpravil na pohod na Konstantinopel. V ostri bitki je osvojil Odrin in kakšnih 60 km zahodno od Konstantinopla nenadoma umrl zaradi neznane bolezni. Star je bil 46 let. Pohod je bil prekinjen. Vojska se je umaknila in s seboj odnesla pokojnega carja.

### Vladanje Stefana Uroša V.
Dušana je nasledil sin Stefan Uroš V., imenovan Šibki. Iz njegovega vzdevka je razvidno, da je med njegovim vladanjem cesarstvo počasi drselo v fevdalno anarhijo. Stefan Uroš ni takoj utrdil svoje oblasti na osvojenih ozemljih, čemur je sledilo drobljenje cesarstva. Ob že znanih nasprotnikih se je pojavilo še močno Osmansko cesarstvo, ki se je iz Azije počasi širilo v Evropo in osvojilo najprej Bizantinsko cesarstvo in nato še druge balkanske države. Stefan Uroš V. ni bil sposoben niti ohraniti imperija, ki ga je ustvaril njegov oče, niti se boriti proti neodvisnosti svojega plemstva. Dušanov imperij je razpadel v konglomerat kneževin. Nekatere od njih Stefana Uroša sploh niso priznavale za svojega vladarja. Umrl je 4. decembra 1371, potem ko je bila večina srbskega plemstva ubita v bitki na Marici.

## Posledice in zapuščina
Propadajoče Srbsko cesarstvo Pod Urošem Šibkim se ni moglo upirati močnemu Osmanskemu cesarstvu. Po notranjih konfliktih in decentralizaciji države so Osmani leta 1371 premagali Srbe pod Vukašinom Mrnjavčevićem v bitki na Marici in južne guvernerje pretvorili v vazale. Kmalu po bitki je umrl tudi cesar.
Ker Uroš ni imel otrok, plemstvo pa ni bilo enotno, kdo je njegov zakoniti naslednik, so cesarstvu še naprej vladali delno avtonomni provincijski fevdalci. Najmočnejši med njimi je bil Lazar Hrebeljanović, vojvoda sedanje osrednje Srbije, ki še ni bila pod osmansko oblastjo Lazar se je z Osmani spopadel v bitki na Kosovskem polju leta 1389. Izid bitke je bil neodločen, vendar je vodil h kasnejšemu propadu Srbije. Lazarja je nasledil sin Stefan Lazarević, ki je leta 1394 postal osmanski vazal. Leta 1402 je zavrnil osmansko oblast in postal zaveznik Ogrskega kraljestva. Naslednja leta so zaznamovali spopadi med Osmanskim cesarstvom in Ogrskim kraljestvom za ozemlje Srbije. Leta 1453 so Osmani osvojili Konstantinopel in leta 1458 Atene. Leta 1459 so priključili Srbijo in leto kasneje Grčijo. 
S padcem Srbije so se začele selitve proti severu. Srbi so postali najemniki v tujih vojskah in se borili v neregularnih milicah in gverilskih enotah kot hajduki in uskoki na Balkanu. Drugi so se pridružili huzarjem, sejmenom in stratiotom. 
Leta 1527 se je za carja razglasil Jovan Nenad, vojaški poveljnik v ogrski službi. Vladal je v južni Panonski nižini.

## Uprava

### Zakonodaja
Stefan Dušan se je malo pred koncem osvajanj posvetil nadzoru uprave cesarstva. Eden od ključnih ciljev je bil ustvariti pisni pravni kodeks, kar so začeli že njegovi predhodniki. Za oblikovanje zakonov, ki bi združevali običaje slovanskih držav, je bila zadolžena skupščina škofov, plemičev in deželnih guvernerjev. Dušanov zakonik  je bil sprejet na dveh državnih kongresih. Prvi je bil 21. maja 1349 v Skopju, drugi, na katerem so zakonik dopolnili, pa leta 1354 v Seru. Zakonik je imel 210 členov in je temeljil na  rimsko-bizantinskem pravu. Slednje je očitno zlasti v 172. in 174. členu, ki sta urejala pravno neodvisnost. Vzeta sta iz bizantinskega zakonika Bazilika, ki je urejal pravno neodvisnost. Dušanov zakonik je imel korenine v prvi srbski ustavi - Nomokanonu sv. Save (srbsko Zakonopravilo) iz leta 1219, ki jo je sprejel Sveti Sava. Nomokanon sv. Save je bil kompilacija civilnega prava, ki je temeljilo na rimskem pravu, in kanonskega prava, ki je temeljilo na sklepih ekumenskih koncilov. Njegov osnovni namen je bil organizirati funkcije države in Cerkve.
Zakonodaja je bila podobna fevdalnemu sistemu, ki je takrat prevladoval v zahodni Evropi, z aristokratsko osnovo in vzpostavljanjem velikih razlik med plemstvom in kmečkim prebivalstvom. Monarh je imel široka pooblastila, vendar ga je nadziral in mu svetoval stalni svet magnatov in prelatov. Sodstvo, državna pisarna in uprava so bile grobe kopije bizantinskih.
Zakonik je vzpostavil naslednjo administrativno hierarhijo: dežele, mesta, župe in krajišta. Župe in krajišta so bile vsebinsko enake, samo da so se obmejne župe imenovale krajišta. Župo so sestavljale vasi. Njihov status, pravice in dolžnosti je urejala ustava. Vladajoče plemstvo je imelo dedne posesti, ki so jih upravljali odvisni sebri, enakovredni grškemu paroikoiem, kmetom, ki so morali opravljati zahtevano delo in jih je k temu formalno zavezovala uredba. Prejšnji županski naslov je bil ukinjen in nadomeščen z nalovom kefalija (načelnik, gospodar), ki je grškega izvora.

### Gospodarstvo
Dušan je veliko truda vložil tudi v trgovino. Dal je stroga navodila za boj proti piratstvu in zagotovitev varnosti potnikov in tujih trgovcev. Tradicionalne vezi z Benetkami so se nadaljevale. Pomembno trgovsko pristanišče je postal Dubrovnik na jadranski obali. Pomemben vir dohodkov so bili rudniki.
Po starih vzhodno-zahodnih rimskih cestah skozi cesarstvo je v državo z obale prihajalo vino, manufakturni proizvodi in luksuzno blago, iz notranjosti pa kovine, govedo, les, volna, kože in usnje. Nastanek cesarstva je omogočil prav gospodarski razvoj.  Zelo pomembne so bile predvsem rimske cesta Via Militaris, Via Egnatia in Via de Zenta in novejša cesta na Kopaonik. V celem cesarstvu so imeli največje privilegije dubrovniški trgovci.
Glavna rudarska središča so bila Srebrenica, Rudnik, Trepča, Novo Brdo, Kopaonik, Majdanpek, Brskovo in Samokov, kjer se je kopala železova, bakrova in svinčeva ruda ter srebro in zlato. Največje državne prihodke so ustvarjali rudniki srebra, v katerih so suženjsko delali domačini pod saško upravo. Kolonija Sasov je bila v rudnikih Novo brdo in trgovala z gorilniki na premog. V vzhodni Srbiji so bili predvsem rudniki bakra.
Državna valuta je bil dinar ali perper (iz grškega naziva hiperpiron). Največja posamezna denarna enota je bil zlati dinar. Državna taksa je znašala en dinar na hišo na leto.

## Vojska
Srbska vojaška taktika je temeljila na napadu klina težke konjenice in konjenikov lokostrelcev na krilih. V srbski vojski je bilo veliko najemnikov, predvsem nemških konjenikov in španskih pešakov. V vojski je bila tudi carjeva osebna straža, sestavljena predvsem iz nemških vitezov. Leta 1331 je poveljnik cele srbske vojske postal nemški plemič Palman, ki je preko Srbije potoval v Jeruzalem. Glavna udarna sila srbske vojske so bili izkušeni težki konjeniki in huzarji, vsestranski lahki konjeniki, oboroženi predvsem s kopji in samostreli. Slednji so bili zelo uporabni za izvidnice in manjše spopade. 

## Državni simboli
Zemljevid Angelina Dulcerta iz leta 1339 prikazuje več zastav. Zastava z rdečim dvoglavim orlom, umeščena nad prestolnico Skopje (Skopi), predstavlja kraljestvo Stefana Dušana. Za rdeče-belo-rdečo trobojnico v Hilandarju, ki jo je videl Dimitrije Avramović, je bratovščina trdila, da je bila zastava cesarja Dušana. Cesar je imel tudi pravokoten vijoličen cesarski prapor z rumenim križem ne sredini. Med drugimi Došanovimi zastavami je bila tudi trikotna rdeče-rumena zastava njegove konjenice, ki jo hrani samostan Hilandar na Atosu.
- Srbska zastava na zelmljevidu Angelina Dulcerta (1339)
- Rekonstrukcija na osnovi Dulcertovega zemljevida
- Rekonstrukcija, bizantinska različica
- Dušanov cesarski prapor
- Zastava cesarske konjenice, Hilandar
- Domnevno srbski grb iz rokopisa Fojniška orožarna iz poznega 16. ali zgodnjega 17. stoletja
- Domnevno srbska zastava, Hilandar

## Kultura

### Šolstvo
Izobraževanje, ki ga je prvi spodbudil Sveti Sava, je v Dušanovem času izredno napredovalo. Šole in samostani so uživali posebno carjevo naklonjenost in postali središča kulture in ohranjanja narodnega izročila. Cvetelo je tudi slikarstvo, na katero so vplivali predvsem Italijani, kar dokazujejo fragmenti fresk in mozaikov iz tega obdobja.

### Vera
Dušan je bil pod vplivom pravoslavne duhovščine oster nasprotnik rimskega katolištva. Katolike je obsojal na delo v rudnikih, propagatorje katoliške vere pa na smrt. Papeštvo je bilo zaradi tega in vse večje Dušanove moči zaskrbljeno in spodbujalo staro rivalstvo katoliških Ogrov proti pravoslavnim Srbom. Ko je Dušan ponovno premagal svoje sovražnike in zasedel Bosno in Hercegovino, je dosegel vrhunec srbskega cesarstva. Največja nevarnost za Srbsko cesarstvo ni prihajala z zahoda, ampak z vzhoda. Osmansko cesarstvo se je utrdilo na vzhodni obali Dardanel in postalo grožnja obema krščanstvoma. Ponovno se je pojavilo vprašanje združevanja krščanskega sveta in usmerjanja vseh sil na Balkan, da bi rešili Evropo pred islamsko invazijo. Večina Balkana je že bila združena v Srbskem cesarstvu, da bi se polotok povezal v celoto pod oblastjo enega samega vladarja, pa bi bilo treba Srbiji priključiti ostanke Bizantinskega cesarstva in Konstantinopel. Dušan je poskušal postati cesar in branilec krščanstva proti navalu islama.

## Vlada
Cesarja in sovladarja
- Stefan Dušan
- Stefan Uroš V.
  - sovladar Vukašin Mrnjavčević  z naslovom "kralj" (1365-1371),[22]  ki je svojega naslednika 
    - Marka Mrnjavčevića imenoval za "mlajšega kralja" (1369-1371).